# Темпочув-Рендзіни
Темпочув-Рендзіни (пол. Tempoczów-Rędziny) — село в Польщі, у гміні Скальбмеж Казімерського повіту Свентокшиського воєводства.
Населення — 288 осіб (2011).
У 1975-1998 роках село належало до Келецького воєводства.

## Демографія
Демографічна структура на день 31 березня 2011 року:
|          | Загалом | Допрацездатний вік | Працездатний вік | Постпрацездатний вік |
| -------- | ------- | ------------------ | ---------------- | -------------------- |
| Чоловіки | 146     | 25                 | 101              | 20                   |
| Жінки    | 142     | 25                 | 78               | 39                   |
| Разом    | 288     | 50                 | 179              | 59                   |